# Borów Wielki
Borów Wielki – wieś w Polsce położona w województwie lubuskim, w powiecie nowosolskim, w gminie Nowe Miasteczko.

## Nazwa
Nazwa pochodzi od polskiej nazwy bór określającej las, w którym wszystkie albo większość drzew to drzewa iglaste. Pierwsza wzmianka o wsi Borov z 1220 roku. W księdze łacińskiej Liber fundationis episcopatus Vratislaviensis (pol. Księga uposażeń biskupstwa wrocławskiego) spisanej za czasów biskupa Henryka z Wierzbna w latach 1295–1305 miejscowość wymieniona jest w zlatynizowanej formie Boraw.
W historii notowano również Grossenbora 1376, Grossenborau 1936-1945, Wielki Borów 1945, Borów Kożuchowski 1945-1948, Borów 1948-2001, Borów Wielki od 2001

## Historia
Pierwsze wzmianki o wsi pochodzą z początków XIII wieku. Już od średniowiecza wieś ta należała do największych w okolicy. Prawdopodobnie od przełomu XIV i XV wieku występuje podział wsi na Borów Wielki Dolny i Borów Wielki Górny. W późniejszym okresie dodatkowo wydziela się Borów Środkowy. Od początku XV wieku wieś jest własnością rycerskiego rodu von Rechenberg. W latach powojennych Borów Wielki był siedzibą gminy.
W latach 1946–54  siedziba gminy Borów. W latach 1975–1998 miejscowość administracyjnie należała do województwa zielonogórskiego.
Właściciele wsi Borów Wielki Dolny
- XV–XVII w. ród von Rechenberg
- 1676 von Knobelsdorff
- do 1945 Robert von Trüschler

Właściciele wsi Borów Wielki Górny
- od XV wieku do 1713 roku rodzina von Unruh
- 1713 von Globen
- 1789 von Hubreht
- 1804–1945 von Neumman.

## Zabytki
Do wojewódzkiego rejestru zabytków wpisane są:
- kościół parafialny pod wezwaniem św. Wawrzyńca[7]. Wczesnogotycki, jednonawowy, murowany z kamienia i rudy darniowej z XIII wieku. W XV wieku dobudowano kwadratową wieżę oraz zakrystię. W XVIII wieku do nawy dobudowano kruchtę. W początkach XIX wieku zbudowano neogotyckie mauzoleum rodzin von Arnhold oraz Unruh. Pod koniec XIX wieku kościół otrzymał neogotycki hełm na wieży. W kościele zachował się późnogotycki tryptyk z około 1500 roku oraz renesansowa chrzcielnica z roku 1593 ufundowana przez Henryka von Rechenberga
- plebania, nr 56, z XVIII wieku/XIX wieku
- zespół pałacowy, z XVIII wieku-XIX wieku: 
  - pałac z XVIII/XIX wieku. Klasycystyczny z elementami architektury późnobarokowej.Założony na rzucie prostokąta, dwukondygnacyjny, podpiwniczony. Dach mansardowy z wystawkami i wolimi oczami. Wybudowany na zlecenie Jana Ernesta Fryderyka von Arnold. Po II wojnie światowej pałac przechodził burzliwe dzieje. Do 1956 roku mieścił się tutaj Ośrodek Szkolenia Traktorzystów. Następnie w latach 1961-1967 funkcjonowało w pałacu więzienie dla kobiet. W latach 1967–1969 w budynku pałacu mieściła się szkoła. Od 1969 roku pałac jest w gestii PGR. W połowie lat 90 przechodzi w ręce prywatne. Obecnie jest zaniedbany
  - oficyna
  - park
  - Dwór w Borowie Wielkim, z XVII wieku wybudowany na części murów wcześniejszego XV-wiecznego dworu. W 1962 roku dokonano adaptacji dworu na magazyn zbożowy. Obecnie w rękach prywatnych popada w ruinę

Borów Dolny:
- park.

## Demografia
Liczba mieszkańców miejscowości w poszczególnych latach:
| Rok  | Ilość mieszkańców |
| ---- | ----------------- |
| 1998 | 678               |
| 1999 | 668               |
| 2001 | 689               |
| 2002 | 690               |
| 2005 | 692               |
| 2009 | 702               |
| 2010 | 700               |
| 2011 | 667               |
| 2014 | 605               |
| 2018 | 615               |
| 2021 | 634               |
| 2024 | 667               |

Od 1998 do 2024 roku ilość mieszkańców zmalała  o 1,6%.

## Osoby urodzone w Borowie Wielkim
- Ruth von Kleist-Retzow (ur. 1867, zm. 1945) – zaangażowana w ruch oporu w  nazistowskich Niemczech.